# Боевой киносборник № 10

Кадр из фильма: Михаил Кузнецов в роли Теодора Кристья

«Боевой киносборник № 10» — десятый фильм серии из тринадцати боевых киносборников, вышедших в годы Великой Отечественной войны. Снимался на Ташкентской киностудии. Киносборник выпущен на экраны 10 июня 1942 года.

## Сюжет
В сборник вошли две новеллы:
- «Бесценная голова», в которой показано польское антинацистское движение сопротивления, которое, если верить, авторам вдохновлялось поддержкой «Красной армии и вождя трудящихся товарища Сталина» и жизнь заключённых еврейского гетто в Варшаве….
- «Молодое вино», рассказывающая о деятельности румынских подпольщиков.

## В ролях
- Лариса Емельянцева — русская девушка, слушающая радио (нет в титрах)
- Николай Мичурин — старик, слушающий радио (нет в титрах)
- Вера Орлова — Ванда Вронецкая, мать больной девочки
- Владимир Шишкин — Юзек Гроховский
- Николай Черкасов — доктор («Бесценная голова») и Вылчану («Молодое вино»)
- Моисей (Мойше) Гольдблат — Тойгель, еврей
- Александра Денисова — полька («Бесценная голова») и румынская женщина (нет в титрах) («Молодое вино»)
- Владимир Уральский — поляк (нет в титрах)
- Григорий Шпигель — шпик (нет в титрах)
- Михаил Астангов — Ион Кристья
- Михаил Кузнецов — Теодор Кристья, сын Иона
- Георгий Георгиу — немецкий лейтенант (нет в титрах)
- Николай Боголюбов — советский лётчик
- Михаил Высоцкий — директор завода (нет в титрах)
- Дина Климовицкая — эпизод
- Иван Клюквин — арестованный

## Съёмочная группа
- Режиссёры-постановщики: Борис Барнет, Ефим Арон
- Авторы сценария: Борис Петкер, Георгий Рублёв, Константин Исаев
- Операторы-постановщики: Константин Венц, Александр Гальперин
- Художник-постановщик: Виктор Пантелеев, Владимир Баллюзек
- Композитор: Николай Крюков, Лев Степанов